# TrueVisions
TrueVisions est le principal opérateur de télévision par câble par satellite en Thaïlande. Appartenant à True Corporation, la société était autrefois connue sous les noms de United Broadcasting Corporation (UBC) et de UBC-True, jusqu'en février 2007.

## Enregistrement

### IBC et UTV
TrueVisions, anciennement connue sous le nom d'UBC, est née de la fusion de deux grands opérateurs de télévision par câble en Thaïlande à l'époque qui ont conclu un contrat de concession pour l'activité de télévision payante de la Mass Communication Organization of Thailand (MCOT) est IBC et UTV.

### IBC
- International Broadcasting Corporation (IBC) - est une coentreprise entre Thaksin Shinawatra, président du conseil d'administration et président du conseil d'administration de Shinawatra Computer avec William Lyle Monson, un homme d'affaires américain. Les dirigeants de Clear View Wireless ont reçu une concession commerciale de télévision par abonnement de MCOT via un service de diffusion multicanal par ondes. (MMDS) par système micro-ondes et télévision par satellite, réseau en bande KU Systèmes analogiques et numériques à l'échelle nationale, à partir du 17 avril 1989, période de concession de 20 ans, avec service dans tout le pays jusqu'au 17 avril 2009.

### UTV
- Universal Television Cable Network (UTV) - est une société du groupe Telecom Asia Corporation (actuellement True Corporation Plc.) a reçu une concession commerciale de télévision par abonnement de MCOT en fournissant des services de télévision via un câble à fibre optique et coaxiaux systèmes analogiques et numériques uniquement à Bangkok et ses environs Du 1er janvier 1995 au 31 décembre 2019, la durée totale du contrat de concession est de 25 ans.

### Fusion avec l'UBC
En raison de la crise financière asiatique de 1997, IBC et UTV ont dû trouver un moyen de survivre. par fusions et acquisitions pour réduire les coûts qui peut utiliser au maximum les ressources des entreprises affiliées est le système de signal via le satellite Thaicom et service MMDS via système micro-ondes du groupe Shinawatra (au nom de l'UBC (actuellement True Visions Plc.)) (mais diffusé plus tard avec ledit système uniquement sur 2 chaînes, à savoir News 24 et Shopping at Home. qui peut être consulté gratuitement) et les systèmes de câbles à fibres optiques avec coaxial de Telecom Asia Group (sous le nom de UBC Cable Company (actuellement True Visions Cable Plc.))
Vers mai 1998, IBC a acquis UTV. par échange d'actions Et a changé le nom en United Broadcasting Corporation (UBC) et diffusé sous le nom officiel UBC à partir du mercredi 1er juillet 1998 et en utilisant un contrat de concession à ASA MT à IBC Et la période de concession a été prolongée de 5 ans supplémentaires, se terminant le 30 septembre 2014. Dans la première période, diffusion via Thaicom 1 (mais maintenant en utilisant Thaicom 5), mais après un certain temps Le groupe Shinawatra a également vendu toutes les actions d'UBC. au groupe Charoen Pokphand La société mère de Telecom Asia et cotée à Stock Exchange of Thailand en utilisant l'abréviation UBC.
Puis en 2006, le groupe MIH qui était à l'époque l'un des principaux actionnaires Vendre toutes les actions à True Group un total de 98 pour cent des actions, ce qui en fait un actionnaire majeur Stock Exchange of Thailand a donc cessé de négocier des titres UBC. True Group a annoncé l'achat d'actions UBC auprès d'actionnaires minoritaires le 9 janvier et a changé son nom en UBC-True Public Company Limited. y compris la nouvelle marque UBC-True en avril 2006 . Plus tard, le 23 janvier 2007, UBC a changé le nom de la société en True Visions-UBC Public Company Limited. ), y compris la nouvelle marque de commerce est True Visions-UBC Plus tard, il a été réduit à True Visions Public Company Limited de 2009 à nos jours. selon la stratégie de convergence (Convergence) Entreprises dans le vrai groupe Par la suite, True Visions Group Company Limited a été ajoutée depuis septembre 2013, qui a reçu une licence commerciale de télévision par abonnement. type sans fréquence du comité de diffusion entreprise de télévision et la Commission nationale des télécommunications (NBTC)

### Le leader de la télévision payante en Thaïlande.
TrueVisions est désormais le premier et le plus grand fournisseur de services de télévision par abonnement en Thaïlande. qui fournit à la fois des systèmes par satellite et par câble Il y a 1 179 196 membres (il y a actuellement plus de 4 000 000 de membres depuis le 3e trimestre 2019), avec 8 forfaits au choix et un forfait à la carte. (Forfait supplémentaire) 4 forfaits avec un maximum de 100 chaînes disponibles, et dispose également d'un service PVR ou Personal Video Recorder qui permet aux membres d'enregistrer leurs émissions préférées.

### La présence de publicités
Le 9 octobre 2009, Surapon Nitikraipot, président du conseil d'administration de MCOT Public Company Limited à l'époque, a signé un contrat permettant à True Visions d'annoncer 6 minutes par heure conformément à la loi BE 2551 sur les entreprises de radiodiffusion en acceptant de verser une indemnisation pour les dommages dans le cas où TrueVisions Group sort de sa cotation à la Stock Exchange of Thailand et d'autres amendes totalisant plus de 110 millions de bahts et a accepté de partager les revenus publicitaires avec MCOT Plc. 6,5 % des revenus publicitaires totaux.

### Système HD
TrueVisions a testé des émissions de télévision haute définition (HD) avec des images jusqu'à cinq fois plus nettes que la normale. Le système audio sera Dolby Digital Surround. Il a été diffusé pour la première fois à la Bangkok ICT Expo 2007 à Muang Thong Thani.
Actuellement, 64 chaînes HD sont diffusées sur câble fibre. Vous pouvez regarder tous les forfaits contenant des chaînes HD. mais le décodeur doit être remplacé. Parce que le décodeur d'origine ne peut pas prendre en charge le système HD. Et le 15 juillet 2012, TrueVisions a annoncé que le nom du forfait Platinum serait Platinum HD, qui permet de regarder 17 chaînes HD gratuitement. Seuls les membres actuels doivent demander à changer le boîtier pour un nouveau boîtier décodeur.

### Système 4K
En juin 2018, TrueVisions a ajouté un nouveau système de transmission vidéo. Il s'agit d'un système de télévision à super haute définition (4K ou Ultra HD) qui a une résolution jusqu'à 4 fois supérieure à la HD et 20 fois plus nette qu'un système conventionnel, offrant des images et des détails réalistes dans chaque molécule. En commençant à diffuser le programme de la Coupe du monde 2018 en tant que première chaîne au canal 400.

### Résoudre les problèmes de piratage
Dans le passé, TrueVisions n'a pas été en mesure de résoudre le problème de droit d'auteur qui s'est produit pendant 23 ans ou de regarder secrètement des programmes TrueVisions via un décodeur satellite qui n'est pas de TrueVisions (comme la Dreambox) qui a été un problème chronique depuis c'était l'UBC. en changeant le système de transmission vidéo de MPEG-2 à MPEG4 encodé dans la nuit du 15 juillet, affectant directement les membres du Platinum HD, Gold, Gold Lite et Silver Les utilisateurs de ce groupe doivent demander à changer le décodeur pour un nouveau format ou TrueVisions HD Plus afin de pouvoir regarder gratuitement toutes les chaînes comme d'habitude. de l'original, devant payer pour le remplacement de l'équipement 1 000 bahts, tandis que les utilisateurs des groupes True Knowledge, True Life Free View et True Life Free to Air peuvent toujours regarder les chaînes comme d'habitude sans demander de changer la boîte de signalisation (Actuellement interrompu la diffusion en MPEG-2)

### Mise à niveau de la version du logiciel
dans le passé TrueVisions via une nouvelle version du décodeur TrueVisions HD Plus. New TrueVisions, le nouveau look de l'écoute de la télévision. » Connecter le monde numérique à la meilleure expérience télévisuelle. Passez à un tout nouveau monde de regarder la télévision à son meilleur. Découvrez un nouveau type de divertissement sans frais supplémentaires Cela a été fait dans la nuit du 7 juillet 2016.

### Chaîne TrueVisions
| N°  | Abréviation   | Système | Système |
| --- | ------------- | ------- | ------- |
| 2   | NBT           | DSTV    | CATV    |
| 3   | TPBS          | DSTV    | CATV    |
| 5   | TV5HD         | DSTV    | CATV    |
| 10  | TPTV          | DSTV    | CATV    |
| 16  | TNN24         | DSTV    | CATV    |
| 18  | JKN18         | DSTV    | CATV    |
| 22  | NATION        | DSTV    | CATV    |
| 23  | WP TV         | DSTV    | CATV    |
| 24  | TRUE4U        | DSTV    | CATV    |
| 25  | GMM25         | DSTV    | CATV    |
| 27  | CH8           | DSTV    | CATV    |
| 29  | MONO          | DSTV    | CATV    |
| 30  | MCOT HD       | DSTV    | CATV    |
| 31  | ONE           | DSTV    | CATV    |
| 32  | TH RATH       | DSTV    | CATV    |
| 33  | 3 HD          | DSTV    | CATV    |
| 34  | AMARIN        | DSTV    | CATV    |
| 35  | BBTV CH7      | DSTV    | CATV    |
| 36  | PPTV          | DSTV    | CATV    |
| 37  | PLOOK         | DSTV    | CATV    |
| 38  | INSE          | DSTV    | CATV    |
| 39  | EXPWILD       | DSTV    | CATV    |
| 40  | TSEL          | DSTV    | CATV    |
| 41  | SPK JUMP      | DSTV    | CATV    |
| 42  | RAMA          | DSTV    | CATV    |
| 43  | TNN HD        | DSTV    | CATV    |
| 44  | T SHOP        | DSTV    | CATV    |
| 46  | MOVH          | DSTV    | CATV    |
| 50  | T SHOP        | DSTV    | CATV    |
| 51  | TSEL          | DSTV    | CATV    |
| 52  | SHOP CH       | DSTV    | CATV    |
| 111 | PLOOK         | DSTV    | CATV    |
| 113 | INSE HD       | DSTV    | CATV    |
| 114 | TSEL          | DSTV    | CATV    |
| 115 | FILM          | DSTV    | CATV    |
| 116 | FL A HD       | DSTV    | CATV    |
| 117 | TNN HD        | DSTV    | CATV    |
| 118 | XZYT HD       | DSTV    | CATV    |
| 119 | REAL HD       | DSTV    | CATV    |
| 120 | TASIA MORE    | DSTV    | CATV    |
| 122 | TS HD         | DSTV    | CATV    |
| 123 | TS HD2        | DSTV    | CATV    |
| 124 | TS HD3        | DSTV    | CATV    |
| 125 | TS HD4        | DSTV    | CATV    |
| 126 | TENNIS        | DSTV    | CATV    |
| 127 | TGAMING UP    | DSTV    | CATV    |
| 133 | WRNR HD       | DSTV    | CATV    |
| 134 | PARMT HD      | DSTV    | CATV    |
| 135 | MOVH          | DSTV    | CATV    |
| 136 | FILM HD2      | DSTV    | CATV    |
| 137 | TFLM          | DSTV    | CATV    |
| 139 | SRES HD       | DSTV    | CATV    |
| 140 | TCHINESE MORE | DSTV    | CATV    |
| 141 | TKOREAN MORE  | DSTV    | CATV    |
| 143 | KBS HD        | DSTV    | CATV    |
| 144 | AXN HD        | DSTV    | CATV    |
| 145 | LFTM          | DSTV    | CATV    |
| 146 | ROCK EN       | DSTV    | CATV    |
| 147 | ROCK EX       | DSTV    | CATV    |
| 150 | FTV HD        | DSTV    | CATV    |
| 151 | FOOD N HD     | DSTV    | CATV    |
| 154 | KM HD         | DSTV    | CATV    |
| 155 | DISC AS       | DSTV    | CATV    |
| 156 | DSCV HD       | DSTV    | CATV    |
| 160 | TLC HD        | DSTV    | CATV    |
| 161 | ANPL HD       | DSTV    | CATV    |
| 162 | D WORKS       | DSTV    | CATV    |
| 163 | NICK JK       | DSTV    | CATV    |
| 164 | CN HD         | DSTV    | CATV    |
| 165 | HIS HD        | DSTV    | CATV    |
| 166 | H2 HD         | DSTV    | CATV    |
| 167 | NGC HD        | DSTV    | CATV    |
| 168 | BBCEA HD      | DSTV    | CATV    |
| 172 | CNN HD        | DSTV    | CATV    |
| 174 | BBC WN        | DSTV    | CATV    |
| 177 | SP ILLST      | DSTV    | CATV    |
| 178 | NBA HD        | DSTV    | CATV    |
| 179 | GCT HD P      | DSTV    | CATV    |
| 180 | GCT HD        | DSTV    | CATV    |
| 181 | OUTD HD       | DSTV    | CATV    |
| 182 | MVSN HD       | DSTV    | CATV    |
| 183 | SPOTV         | DSTV    | CATV    |
| 184 | SPOTV2        | DSTV    | CATV    |
| 186 | DLTV 1        | DSTV    | CATV    |
| 187 | DLTV 2        | DSTV    | CATV    |
| 188 | DLTV 3        | DSTV    | CATV    |
| 189 | DLTV 4        | DSTV    | CATV    |
| 190 | DLTV 5        | DSTV    | CATV    |
| 191 | DLTV 6        | DSTV    | CATV    |
| 192 | DLTV 7        | DSTV    | CATV    |
| 193 | DLTV 8        | DSTV    | CATV    |
| 194 | DLTV 9        | DSTV    | CATV    |
| 195 | DLTV 10       | DSTV    | CATV    |
| 196 | DLTV 11       | DSTV    | CATV    |
| 197 | DLTV 12       | DSTV    | CATV    |
| 198 | DLTV 13       | DSTV    | CATV    |
| 199 | DLTV 14       | DSTV    | CATV    |
| 200 | DLTV 15       | DSTV    | CATV    |
| 222 | FILM          | DSTV    | CATV    |
| 223 | FILM HD2      | DSTV    | CATV    |
| 224 | MOVH          | DSTV    | CATV    |
| 225 | TCHINESE MORE | DSTV    | CATV    |
| 228 | WRNR HD       | DSTV    | CATV    |
| 231 | KBS HD        | DSTV    | CATV    |
| 232 | PARMT HD      | DSTV    | CATV    |
| 233 | CCM           | DSTV    | CATV    |
| 235 | TVB           | DSTV    | CATV    |
| 236 | TFLM          | DSTV    | CATV    |
| 237 | FL A HD       | DSTV    | CATV    |
| 238 | TKOREAN MORE  | DSTV    | CATV    |
| 239 | TASIA MORE    | DSTV    | CATV    |
| 240 | SRES HD       | DSTV    | CATV    |
| 241 | TVN           | DSTV    | CATV    |
| 244 | GEM           | DSTV    | CATV    |
| 245 | KBS           | DSTV    | CATV    |
| 299 | TSEL          | DSTV    | CATV    |
| 333 | REAL HD       | DSTV    | CATV    |
| 335 | INSE HD       | DSTV    | CATV    |
| 336 | AXN HD        | DSTV    | CATV    |
| 337 | ROCK EN       | DSTV    | CATV    |
| 338 | ROCK EX       | DSTV    | CATV    |
| 339 | LFTM          | DSTV    | CATV    |
| 340 | XZYT HD       | DSTV    | CATV    |
| 342 | FOOD N HD     | DSTV    | CATV    |
| 343 | FTV HD        | DSTV    | CATV    |
| 347 | KM HD         | DSTV    | CATV    |
| 351 | XZYT HD       | DSTV    | CATV    |
| 353 | BBCL          | DSTV    | CATV    |
| 356 | ASIAN F       | DSTV    | CATV    |
| 357 | TMUS          | DSTV    | CATV    |
| 367 | SBT           | DSTV    | CATV    |
| 369 | T SHOP        | DSTV    | CATV    |
| 371 | ETV           | DSTV    | CATV    |
| 400 | TRUE 4K       | DSTV    | CATV    |
| 444 | SPK PLAY      | DSTV    | CATV    |
| 445 | SPK JUMP      | DSTV    | CATV    |
| 447 | NICK JK       | DSTV    | CATV    |
| 448 | D WORKS       | DSTV    | CATV    |
| 449 | CN HD         | DSTV    | CATV    |
| 452 | NICK          | DSTV    | CATV    |
| 453 | TCCN          | DSTV    | CATV    |
| 555 | DISC AS       | DSTV    | CATV    |
| 556 | HIS HD        | DSTV    | CATV    |
| 557 | H2 HD         | DSTV    | CATV    |
| 558 | NGC HD        | DSTV    | CATV    |
| 559 | EXPWILD       | DSTV    | CATV    |
| 560 | EXPLIFE       | DSTV    | CATV    |
| 561 | EXPSCI        | DSTV    | CATV    |
| 562 | DSCV          | DSTV    | CATV    |
| 563 | LOVENATUR     | DSTV    | CATV    |
| 566 | TLC HD        | DSTV    | CATV    |
| 567 | ANPL          | DSTV    | CATV    |
| 568 | BBCEA         | DSTV    | CATV    |
| 571 | RAMA          | DSTV    | CATV    |
| 600 | TPF HD1       | DSTV    | CATV    |
| 602 | TPF HD2       | DSTV    | CATV    |
| 603 | TPF HD3       | DSTV    | CATV    |
| 604 | TPF HD4       | DSTV    | CATV    |
| 605 | TPF HD5       | DSTV    | CATV    |
| 606 | TS HD2        | DSTV    | CATV    |
| 607 | BEIN SP HD1   | DSTV    | CATV    |
| 608 | BEIN SP HD2   | DSTV    | CATV    |
| 666 | TS HD         | DSTV    | CATV    |
| 667 | TS HD2        | DSTV    | CATV    |
| 668 | TS HD3        | DSTV    | CATV    |
| 669 | TS HD4        | DSTV    | CATV    |
| 670 | TENNIS        | DSTV    | CATV    |
| 671 | MVSN          | DSTV    | CATV    |
| 672 | NFL NW        | DSTV    | CATV    |
| 673 | OUTD HD       | DSTV    | CATV    |
| 674 | NBA HD        | DSTV    | CATV    |
| 675 | GCT HD        | DSTV    | CATV    |
| 676 | GCT HD P      | DSTV    | CATV    |
| 680 | TGAMING UP    | DSTV    | CATV    |
| 684 | TSP 5         | DSTV    | CATV    |
| 686 | TSP 7         | DSTV    | CATV    |
| 687 | MVSN          | DSTV    | CATV    |
| 689 | SPOTV         | DSTV    | CATV    |
| 690 | SPOTV2        | DSTV    | CATV    |
| 777 | TNN HD        | DSTV    | CATV    |
| 778 | CNN HD        | DSTV    | CATV    |
| 779 | PHOX          | DSTV    | CATV    |
| 780 | BBC WN        | DSTV    | CATV    |
| 781 | CNBC          | DSTV    | CATV    |
| 784 | TNN 2         | DSTV    | CATV    |
| 785 | BBC           | DSTV    | CATV    |
| 786 | CCTV          | DSTV    | CATV    |
| 787 | NHK           | DSTV    | CATV    |
| 787 | NHK           | DSTV    | CATV    |
| 788 | TV5           | DSTV    | CATV    |
| 789 | AL JZ         | DSTV    | CATV    |
| 790 | DW            | DSTV    | CATV    |
| 791 | YTN           | DSTV    | CATV    |
| 792 | AUS PLUS      | DSTV    | CATV    |
| 793 | NHK W         | DSTV    | CATV    |
| 794 | CGTN          | DSTV    | CATV    |
| 795 | RTDAY         | DSTV    | CATV    |

### Le programme a cessé de diffuser.
- Pay Per View 1 et 2 (utilisant actuellement la chaîne Pay Per View, diffusant sur True Sports 5)
- HGTV Thailand a décidé de diffuser sur le satellite NSS6
- Panorama Channel une chaîne documentaire de Panorama.
- Nation Channel une chaîne d'information de Nation Diffusion terminée le 1er mai 2003. Actuellement déplacé vers le satellite Thaicom. (Après être revenu à diffuser sur TrueVisions à nouveau en tant que chaîne de télévision numérique Types de programmes d'information et de contenu selon les règles Must-Carry du NBTC)